# خوان نلسون
خوان نلسون (انگلیسی: Juan Nelson; ۲۶ مهٔ ۱۸۹۱ – ۷ اوت ۱۹۸۵) چوگان‌باز اهل آرژانتین بود. نام او در فهرست تیم چوگان آرژانتین برای بازی‌های المپیک تابستانی ۱۹۲۴ که مدال طلای آن سال را کسب کرد، ثبت شده‌است. در بازی‌های المپیک تابستانی ۱۹۳۶ اگرچه او بار دیگر بخشی از تیم بود ولی نام او به عنوان مدال‌آور فهرست نشده‌است.